# Liste der IOC-Ländercodes

Olympische Fahne

Die Liste der IOC-Ländercodes enthält 241 Einträge, von denen aktuell 204 genutzt werden. Das Internationale Olympische Komitee (IOC) verwendet für jedes Nationale Olympische Komitee (NOC) eine aus drei Buchstaben bestehende Abkürzung (mit der Ausnahme des historischen Kürzels für das Russische Kaiserreich).

## Vergleich mit anderen Ländercodes
Viele Kürzel des IOC stimmen nicht mit den ISO 3166-1 alpha-3 (Ländercodes) der ISO überein. Ihrerseits sind die Kürzel des IOC für die internationalen Sportverbände nicht bindend. So verwendet die FIFA bei über 20 Ländern ein anderes Kürzel als das IOC (dann meistens, aber nicht immer das ISO-Kürzel). Die meisten Sportverbände und -veranstaltungen wie z. B. die Paralympischen Spiele, die Commonwealth Games, World Aquatics (Schwimmsport) oder World Athletics (Leichtathletik) halten sich aber genau an die IOC-Codes, entweder von Haus aus oder durch nachträgliche Angleichung. Dies gilt oft auch für Verbände nichtolympischer Sportarten, etwa die FIDE (Schach). Für Länder und Territorien, die nicht als solche bei den Olympischen Spielen antreten, ergänzen diese Verbände nach Bedarf eigenständige, oft untereinander verschiedene Kürzel. Beispielsweise verwendet die FIFA für Wales das Kürzel WAL, die FIDE hingegen WLS.

## Geschichte
Bei den Winterspielen von 1956 und den Sommerspielen von 1960 wurden zum ersten Mal in den offiziellen Berichten für die teilnehmenden Mannschaften bzw. für jedes NOK Drei-Buchstaben-Codes verwendet. Zunächst basierten diese Abkürzungen auf die jeweilige Landessprache des Gastgebers (z. B. GIA für Japan kommt vom italienischen Namen für Japan: Giappone, da die Winterspiele von 1956 und die Sommerspiele von 1960 in Italien abgehalten wurden) oder wurden vom französischen Namen abgeleitet (z. B. SUI für Schweiz, französisch: Suisse).
Zu den Winterspielen von 1972 waren die meisten Kürzel standardisiert. Es gab aber auch immer wieder Änderungen in den darauffolgenden Jahren.
Politische Veränderungen führten über die Jahre auch zu Änderungen der Kürzel, wie z. B. nach der Auflösung der Sowjetunion, nach dem Zerfall von Jugoslawien, nach dem Beitritt der DDR zur BR Deutschland oder für Malawi, Libyen, Myanmar und Südsudan.

## IOC-Codes
Hier sind alle olympischen Länderkürzel aufgeführt, die jemals vom Internationalen Olympischen Komitee bzw. in den offiziellen Olympischen Reports verwendet wurden.
| Inhaltsverzeichnis A B C D E F G H I J K L M N O P Q R S T U V X Y Z |
| -------------------------------------------------------------------- |

| Kürzel | Mannschaft                         | Zeitraum  | Andere benutzte Kürzel / Bemerkungen |
| ------ | ---------------------------------- | --------- | --- |
| A      |                                    |           | |
| AFG    | Afghanistan                        | seit 1936 | |
| AHO    | Niederländische Antillen           | 1952–2008 | ATO (1960 S) • NAN (1964 S) / Das niederländische Überseegebiet wurde im Oktober 2010 aufgelöst und ist nicht mehr Mitglied im IOC. Die bereits für London 2012 qualifizierten Athleten aus Curacao durften als IOA an den Start gehen. |
| AIN    | Individuelle Neutrale Athleten     | 2024      | Kürzel für die russischen und belarussischen Athleten, die nach der Suspendierung von RUS und BLR in Paris an den Start gehen durften. |
| ALB    | Albanien                           | seit 1972 | |
| ALG    | Algerien                           | seit 1964 | AGR (1964 S) • AGL (1968 S) |
| AND    | Andorra                            | seit 1976 | |
| ANG    | Angola                             | seit 1980 | |
| ANT    | Antigua und Barbuda                | seit 1964 | |
| ANZ    | Australasien                       | 1908–1912 | Gemeinsame Mannschaft von Australien und Neuseeland |
| ARG    | Argentinien                        | seit 1920 | |
| ARM    | Armenien                           | seit 1994 | 1900–1912 – Teil des Russischen Reiches • 1952 S–1988 – Teil der Sowjetunion • 1992 – Teil des Vereinten Teams |
| ARU    | Aruba                              | seit 1988 | 1952 S–1984 S – Teil der Niederländischen Antillen |
| ASA    | Amerikanisch-Samoa                 | seit 1988 | |
| AUS    | Australien                         | seit 1896 | AUT (1956 W) / 1908–1912 – Teil von Australasien |
| AUT    | Österreich                         | seit 1896 | AUS (1956 W) / Österreich war bis 1918 Teil von Österreich-Ungarn, tritt aber bereits seit 1896 mit einer eigenen Mannschaft an. |
| AZE    | Aserbaidschan                      | seit 1994 | 1900–1912 – Teil des Russischen Reiches • 1952 S–1988 – Teil der Sowjetunion • 1992 – Teil des Vereinten Teams |
| B      |                                    |           | |
| BAH    | Bahamas                            | seit 1952 | |
| BAN    | Bangladesch                        | seit 1984 | |
| BAR    | Barbados                           | seit 1968 | 1960 S – Teil der Westindischen Föderation |
| BDI    | Burundi                            | seit 1996 | |
| BEL    | Belgien                            | seit 1900 | |
| BEN    | Benin                              | seit 1972 | DAH (1972 S) – Teilnahme als Dahomey |
| BER    | Bermuda                            | seit 1936 | |
| BHU    | Bhutan                             | seit 1984 | |
| BIH    | Bosnien und Herzegowina            | seit 1992 | BSH (1992 S) / 1896–1912 – Teil von Österreich-Ungarn • 1920–1988 – Teil von Jugoslawien |
| BIR    | Birma                              | 1948–1988 | BUR (1964 S) / Birma änderte 1989 seinen Namen auf Myanmar |
| BIZ    | Belize                             | seit 1968 | HBR (1968 S–1972 S) – Teilnahme als Britisch Honduras |
| BLR    | Belarus                            | seit 1994 | 1900–1912 – Teil des Russischen Reiches • 1952 S–1988 – Teil der Sowjetunion • 1992 – Teil des Vereinten Teams |
| BOH    | Böhmen                             | 1900–1912 | Böhmen war ein Kronland von Österreich-Ungarn, trat aber ab 1900 mit einer eigenen Mannschaft an. Nach dem Ersten Weltkrieg wurde Böhmen, zusammen mit anderen Gebieten, als Tschechoslowakei selbständig und startete unter dem Kürzel TCH. Nach dem Zerfall der Tschechoslowakei wurde Böhmen ein Teil von Tschechien und startet seither unter dem Kürzel CZE. |
| BOL    | Bolivien                           | seit 1936 | |
| BOR    | Nordborneo                         | 1956      | NBO (1956 S) • Nord-Borneo wurde 1963 ein Teil von Malaysia |
| BOT    | Botswana                           | seit 1980 | |
| BRA    | Brasilien                          | seit 1920 | |
| BRN    | Bahrain                            | seit 1984 | |
| BRU    | Brunei                             | seit 1988 | |
| BUL    | Bulgarien                          | seit 1896 | |
| BUR    | Burkina Faso                       | seit 1972 | VOL (1972 S–1984 S) – Teilnahme als Obervolta |
| BWI    | Westindische Föderation            | 1960      | ANT (1960 S) / Föderation von Barbados, Jamaika und Trinidad und Tobago |
| C      |                                    |           | |
| CAF    | Zentralafrikanische Republik       | seit 1968 | AFC (1968 S) |
| CAM    | Kambodscha                         | seit 1956 | CAB (1964 S) • KHM (1972 S) – Teilnahme als Khmer-Republik |
| CAN    | Kanada                             | seit 1900 | |
| CAY    | Cayman Islands                     | seit 1976 | |
| CEY    | Ceylon                             | 1948–1968 | CEI (1968 S) / Ceylon änderte im Mai 1972 seinen Namen auf Sri Lanka |
| CGO    | Republik Kongo                     | seit 1964 | 1964 S – Teilnahme als Kongo-Brazzaville |
| CHA    | Tschad                             | seit 1964 | CHD (1964 S) |
| CHI    | Chile                              | seit 1896 | CIL (1956 W, 1960 S) |
| CHN    | Volksrepublik China                | seit 1952 | PRC (1952 S) / Übernahm 1984 das Kürzel |
| CHN    | China                              | 1924–1948 | Streit zwischen der Volksrepublik China und der Republik China, wer China vertritt – das IOC beschloss 1979 die Republik China unter dem Namen „Chinesisch Taipeh“ starten lassen. |
| CIV    | Côte d’Ivoire                      | seit 1964 | IVC (1964 S) • CML (1968 S) |
| CMR    | Kamerun                            | seit 1964 | |
| COD    | Demokratische Republik Kongo       | seit 1968 | COK (1968 S) – Teilnahme als Kongo-Kinshasa • ZAI 1984 S–1996 – Teilnahme als Zaire |
| COK    | Cookinseln                         | seit 1988 | |
| COK    | Kongo-Kinshasa                     | 1968      | Bis 1971 war die Demokratische Republik Kongo unter dem Namen Kongo-Kinshasa bekannt |
| COL    | Kolumbien                          | seit 1932 | |
| COM    | Komoren                            | seit 1996 | |
| COR    | Korea                              | 2018      | KOR und PRK einigten sich auf die Teilnahme einer gesamtkoreanischen Damen-Eishockeymannschaft, die als „Korea“ mit eigener Flagge startet. |
| CPV    | Kap Verde                          | seit 1996 | |
| CRC    | Costa Rica                         | seit 1936 | COS (1964 S), CTC (1984 W) |
| CRO    | Kroatien                           | seit 1992 | 1896–1912 – Teil von Ungarn • 1920–1988 – Teil von Jugoslawien |
| CUB    | Kuba                               | seit 1900 | |
| CYP    | Zypern                             | seit 1980 | |
| CZE    | Tschechien                         | seit 1994 | 1900–1912 – Teilnahme als Böhmen • 1920–1992 – Teil der Tschechoslowakei |
| D      |                                    |           | |
| DAH    | Dahomey                            | 1972      | Dahomey änderte 1975 seinen Namen in Benin |
| DEN    | Dänemark                           | seit 1896 | DAN (1960 S, 1968 W) • DIN (1968 S) |
| DJI    | Dschibuti                          | seit 1984 | |
| DMA    | Dominica                           | seit 1996 | |
| DOM    | Dominikanische Republik            | seit 1964 | |
| E      |                                    |           | |
| ECU    | Ecuador                            | seit 1924 | |
| EGY    | Ägypten                            | seit 1912 | RAU (1960 S) – Gemeinsame Mannschaft mit Syrien als Vereinigte Arabische Republik • UAR (1964 S), RAU (1968 S) – Teilnahme als Vereinigten Arabischen Republik |
| ERI    | Eritrea                            | seit 2000 | 1956–1998 – Teil von Äthiopien |
| ESA    | El Salvador                        | seit 1964 | SAL (1964 S–1976 S) |
| ESP    | Spanien                            | seit 1900 | SPA (1956–1964, 1968 W) |
| EST    | Estland                            | seit 1920 | 1900–1912 – Teil des Russischen Kaiserreichs • 1952–1988 – Teil der Sowjetunion |
| ETH    | Äthiopien                          | seit 1956 | ETI (1960 S, 1968 S) |
| EOR    | Refugee Olympic Team               | seit 2020 | ROT (2016) / Im Zuge der Flüchtlingskrise in Europa beschloss das IOC Flüchtlingen die Teilnahme an Olympischen Spielen zu ermöglichen. Daher wurde das Olympia-Flüchtlingsteam ins Leben gerufen. |
| EUA    | Gesamtdeutsche Mannschaft          | 1956–1964 | GER (1956–1964) / Das IOC führte dieses Kürzel erst nach der Wiedervereinigung Deutschlands Deutschlands ein, um der besonderen politische Situation Rechnung zu tragen. Die Teilnehmer der gesamtdeutschen Mannschaft gingen aus Entscheidungskämpfen zwischen den Sportlern aus der Bundesrepublik Deutschland und der Deutschen Demokratischen Republik hervor. Nachdem die Deutsche Demokratische Republik vom IOC am 6. Oktober 1965 anerkannt worden war, starteten die Sportler aus den beiden deutschen Staaten in den Mannschaften FRG und GDR. |
| EUN    | Vereintes Team                     | 1992      | Nach der Auflösung der Sowjetunion gingen die GUS-Staaten in Albertville und Barcelona in einem vereinten Team an den Start. Seitdem starten die ehemaligen Republiken der Sowjetunion mit eigenen Mannschaften: Armenien, Aserbaidschan, Belarus, Georgien, Kasachstan, Kirgisistan, Moldau, Russland, Tadschikistan, Turkmenistan, Ukraine und Usbekistan |
| F      |                                    |           | |
| FIJ    | Fidschi                            | seit 1956 | FIG (1960 S) |
| FIN    | Finnland                           | seit 1908 | Finnland gehörte bis 1917 als autonomes Großfürstentum zu Russland, aber trat 1908 und 1912 mit einer eigenen Mannschaft an. |
| FRA    | Frankreich                         | seit 1896 | |
| FRG    | BR Deutschland                     | 1968–1988 | ALL (1968 W) • ALE (1968 S) • GER (1972–1976) / Die Bundesrepublik Deutschland war eine der beiden deutschen Mannschaften, die von 1968 bis 1988 an Olympischen Spielen teilnahm. Nach der Wiedervereinigung 1990 startet seit 1992 wieder eine deutsche Mannschaft als Deutschland |
| FSM    | Föderierte Staaten von Mikronesien | seit 2000 | |
| G      |                                    |           | |
| GAB    | Gabun                              | seit 1972 | |
| GAM    | Gambia                             | seit 1984 | |
| GBR    | Großbritannien und Nordirland      | seit 1896 | GRB (1956 W–1960) • GBI (1964) |
| GBS    | Guinea-Bissau                      | seit 1996 | |
| GCO    | Goldküste                          | 1952      | Die britische Kolonie „Goldküste“ erlangte 1957 unter dem Namen Ghana ihre Unabhängigkeit. |
| GDR    | Deutsche Demokratische Republik    | 1968–1988 | ADE (1968) • DDR (1972 S) / Die DDR war eine der beiden deutschen Mannschaften, die von 1968 bis 1988 an Olympischen Spielen teilnahm. Nach der Wiedervereinigung 1990 startet seit 1992 wieder eine deutsche Mannschaft als Deutschland. |
| GEO    | Georgien                           | seit 1994 | 1900–1912 – Teil des Russischen Reiches • 1952 S–1988 – Teil der Sowjetunion • 1992 – Teil des Vereinten Teams |
| GEQ    | Äquatorialguinea                   | seit 1984 | |
| GER    | Deutschland                        | seit 1896 | 1956–1964 – Teilnahme einer gesamtdeutschen Mannschaft, die aus Athleten der beiden deutschen Staaten gebildet wurde • 1968–1988 – Teilnahme der Bundesrepublik Deutschland und DDR mit jeweils eigenen Mannschaften. Nach der Wiedervereinigung 1990 startet seit 1992 wieder eine deutsche Mannschaft als Deutschland. |
| GHA    | Ghana                              | seit 1952 | GCO (1952 S) – Teilnahme als Goldküste |
| GRE    | Griechenland                       | seit 1896 | |
| GRN    | Grenada                            | seit 1984 | |
| GUA    | Guatemala                          | seit 1952 | GUT (1964 S) |
| GUI    | Guinea                             | seit 1968 | |
| GUI    | Britisch-Guayana                   | 1948–1964 | GUA (1960 S) / Nach der Unabhängigkeit der britischen Kolonie Britisch-Guyana änderte sie den Namen auf Guyana |
| GUM    | Guam                               | seit 1988 | |
| GUY    | Guyana                             | seit 1948 | GUI (1948 S–1964 S) – Teilnahme als Britisch-Guyana |
| H      |                                    |           | |
| HAI    | Haiti                              | seit 1924 | |
| HBR    | Belize                             | 1968–1972 | Siehe Belize (BIZ) |
| HKG    | Hongkong                           | seit 1952 | Die Volksrepublik China übernimmt 1997 die Kontrolle über die britische Kolonie Hongkong. Die Stadt wird eine Sonderverwaltungszone innerhalb der Volksrepublik China mit einem hohen Maße Autonomie. |
| HOL    | Niederlande                        | 1900–1988 | OLA (1956 W) • NET (1960 W) • PBA (1960 S) • NLD (1964 S) / Verwendung des Kürzels NED seit 1992. |
| HON    | Honduras                           | seit 1968 | |
| HUN    | Ungarn                             | seit 1896 | UNG (1956 W, 1960 S) / Ungarn war bis 1918 Teil von Österreich-Ungarn, tritt aber bereits seit 1896 mit einer eigenen Mannschaft an. |
| I      |                                    |           | |
| IHO    | Niederländisch-Indien              | 1952      | Indonesien wurde 1949 von den Niederlanden unabhängig, aber es bestand bis 1954 noch eine Niederländische-Indonesische Union – seitdem startet das Land als Indonesien |
| INA    | Indonesien                         | seit 1952 | INS (1960 S) / IHO (1952 S) – Teilnahme als Niederländisch-Indien |
| IND    | Indien                             | seit 1900 | Zunächst Ausschluss 2014 in Sotschi. Die Athleten durften aber als IOP starten. Als das IOC die Suspendierung des indischen NOK während der Spiele aufhob, durfte Indien wieder starten. |
| IOA    | Unabhängige Olympiateilnehmer      | 2000      | Verwendung für die Sportler aus Osttimor, als es unter der Verwaltung der UNTAET stand. |
| IOA    | Unabhängige Olympiateilnehmer      | 2012      | Verwendung zum einen für die bereits qualifizierten Sportler aus Curaçao, die nach der Auflösung des NOK der niederländischen Antillen noch nicht ins NOK des Mutterlandes eingegliedert waren, damit diese nicht die Qualifikation verlieren. |
| IOA    | Unabhängige Olympiateilnehmer      | 2012      | Verwendung zum anderen für einen Sportler aus dem Südsudan, als er noch kein eigenständiges NOK hatte. |
| IOA    | Unabhängige Olympiateilnehmer      | 2016      | Verwendung für die Athleten aus Kuwait, da das NOK Kuwaits vom IOC wegen staatlicher Einflussnahme suspendiert war. |
| IOP    | Unabhängige Olympiateilnehmer      | 1992      | Verwendung für die Sportler aus Mazedonien, Montenegro und Serbien nach dem Zerfall Jugoslawiens in Barcelona 1992, nachdem die UNO ein Boykott gegen diese Länder verhängt hatte. |
| IOP    | Unabhängige Olympiateilnehmer      | 2014      | Verwendung für die Sportler aus Indien, bis das IOC die Suspendierung des indischen NOK wieder aufhob. |
| IRI    | Iran                               | seit 1948 | IRA (1968 W) / 1948–1976 – Verwendung des Kürzels IRN |
| IRL    | Irland                             | seit 1924 | 1896–1920 – Teil von Großbritannien |
| IRN    | Iran                               | 1948–1968 | IRA (1968 W) / Verwendung des Kürzels IRI seit 1988 |
| IRQ    | Irak                               | seit 1948 | IRK (1960 S, 1968 S) |
| ISL    | Island                             | seit 1936 | ICE (1960 W, 1964 S) / 1896–1912 – Teil von Dänemark |
| ISR    | Israel                             | seit 1952 | |
| ISV    | Amerikanische Jungferninseln       | seit 1968 | |
| ITA    | Italien                            | seit 1900 | |
| IVB    | Britische Jungferninseln           | seit 1984 | ISV (1984 W) |
| J      |                                    |           | |
| JAM    | Jamaika                            | seit 1948 | 1960 S – Teil der Westindischen Föderation |
| JOR    | Jordanien                          | seit 1968 | |
| JPN    | Japan                              | seit 1912 | GIA (1956 W, 1960 S) • JAP (1960 W) |
| K      |                                    |           | |
| KAZ    | Kasachstan                         | seit 1994 | 1900–1912 – Teil des Russischen Reiches • 1952 S–1988 – Teil der Sowjetunion • 1992 – Teil des Vereinten Teams |
| KEN    | Kenia                              | seit 1956 | |
| KGZ    | Kirgisistan                        | seit 1994 | 1900–1912 – Teil des Russischen Reiches • 1952 S–1988 – Teil der Sowjetunion • 1992 – Teil des Vereinten Teams |
| KHM    | Khmer-Republik                     | 1972      | Kambodscha nannte sich von 1970 bis 1975 Republik Khmer. Startet wieder unter dem Namen Kambodscha. |
| KIR    | Kiribati                           | seit 2004 | |
| KOR    | Republik Korea                     | seit 1948 | COR (1956 W, 1960 S, 1968 S, 1972 S) / 1936 – Teil von Japan • Gemeinsamer Einmarsch von PRK und KOR in Sydney 2000, Athen 2004, Turin 2006 und Pyeongchang 2018 |
| KOS    | Kosovo                             | seit 2016 | 1920–2002 Teil von Jugoslawien • 2004–2006 Teil von Serbien und Montenegro • 2008–2014 Teil von Serbien • 1992 S – Teilnahme als IOP, da die UNO einen Boykott wegen des Zerfalls von Jugoslawien gegen diese Länder verhängt hatte |
| KSA    | Saudi-Arabien                      | seit 1972 | ARS (1972 S, 1976 S) • SAU (1980 S–1984 S) |
| KUW    | Kuwait                             | seit 1968 | 2016 – Teilnahme als IOA, weil das nationale Olympische Komitee Kuwaits nach wiederholter Einmischung des Staates derzeit vom IOC suspendiert ist. |
| L      |                                    |           | |
| LAO    | Laos                               | seit 1980 | |
| LAT    | Lettland                           | seit 1920 | 1900–1912 – Teil des Russischen Kaiserreichs • 1952–1988 – Teil der Sowjetunion |
| LBA    | Libyen                             | seit 1964 | LYA (1964 S) • LBY (1968 S) |
| LBN    | Libanon                            | seit 1948 | LEB (1960 W, 1964 S) • LIB (1968–2016) |
| LBR    | Liberia                            | seit 1956 | LIE (1960 S) |
| LCA    | St. Lucia                          | seit 1996 | |
| LES    | Lesotho                            | seit 1972 | |
| LIE    | Liechtenstein                      | seit 1920 | LIC (1956 W, 1960–1964 S, 1968 W) |
| LTU    | Litauen                            | seit 1920 | LIT (1992 W) / 1900–1912 – Teil des Russischen Kaiserreichs • 1952–1988 – Teil der Sowjetunion |
| LUX    | Luxemburg                          | seit 1908 | |
| M      |                                    |           | |
| MAD    | Madagaskar                         | seit 1964 | MAG (1964 S) |
| MAL    | Malaya                             | 1956–1960 | Die Föderation Malaya bestand von 1948 bis 1963 und ist seither Teil von Malaysia (MAS) |
| MAR    | Marokko                            | seit 1960 | MRC (1964 S) |
| MAS    | Malaysia                           | seit 1956 | MAL (1964 S–1988 S) / MAL (1956 S–1960 S) – Teilnahme als Föderation Malaya |
| MAW    | Malawi                             | seit 1972 | RHO (1960 S) – Teil der Rhodesien |
| MDA    | Moldau                             | seit 1994 | MLD (1994) / 1900–1912 – Teil des Russischen Reiches • 1924 S–1936 – Teil von Rumänien • 1952 S–1988 – Teil der Sowjetunion • 1992 – Teil des Vereinten Teams |
| MDV    | Malediven                          | seit 1972 | |
| MEX    | Mexiko                             | seit 1900 | |
| MGL    | Mongolei                           | seit 1964 | MON (1968 W) |
| MHL    | Marshallinseln                     | seit 2008 | |
| MIX    | Gemischte Mannschaft               | seit 2010 | Olympische Jugendspiele: Bezeichnung für alle Teams, bei denen die Athleten aus unterschiedlichen Ländern kommen. |
| MKD    | Nordmazedonien                     | seit 1996 | 1920–1992 W – Teil von Jugoslawien • 1992 S – Teilnahme als IOP, da die UNO ein Boykott wegen des Zerfalls von Jugoslawien gegen diese Länder verhängt hatte |
| MLI    | Mali                               | seit 1964 | |
| MLT    | Malta                              | seit 1968 | MAT (1960 S) |
| MNE    | Montenegro                         | seit 2008 | 1920–2002 – Teil von Jugoslawien • 2004–2006 – Teil von Serbien und Montenegro • 1992 S – Teilnahme als IOP, da die UNO ein Boykott wegen des Zerfalls von Jugoslawien gegen diese Länder verhängt hatte |
| MON    | Monaco                             | seit 1920 | |
| MOZ    | Mosambik                           | seit 1980 | |
| MRI    | Mauritius                          | seit 1984 | |
| MTN    | Mauretanien                        | seit 1984 | |
| MYA    | Myanmar                            | seit 1948 | BIR (1948 S–1988 S) – Teilnahme als Birma |
| N      |                                    |           | |
| NAM    | Namibia                            | seit 1992 | |
| NCA    | Nicaragua                          | seit 1968 | NIC (1968 S) |
| NED    | Niederlande                        | seit 1900 | OLA (1956 W) • NET (1960 W) • PBA (1960 S) • NLD (1964 S) / 1900–1988 – Verwendung des Kürzels HOL |
| NEP    | Nepal                              | seit 1964 | |
| NGR    | Nigeria                            | seit 1952 | NGA (1964 S) |
| NIG    | Niger                              | seit 1960 | NGR (1964 S) |
| NOR    | Norwegen                           | seit 1900 | Norwegen war bis 1905 in einer Union mit Schweden startete aber 1900 mit einer eigenen Mannschaft |
| NRH    | Nordrhodesien                      | 1960–1964 | Die britische Kolonie Nordrhodesien wurde unter dem Namen Sambia 1965 unabhängig. |
| NRU    | Nauru                              | seit 1996 | |
| NZL    | Neuseeland                         | seit 1920 | NZE (1960, 1968 W) / 1908–1912 – Teil von Australasien |
| O      |                                    |           | |
| OAR    | Olympische Athleten aus Russland   | 2018      | Kürzel für die russischen Athleten, die nach der Suspendierung von RUS in Pyeongchang 2018 an den Start gehen durften |
| OMA    | Oman                               | seit 1984 | |
| P      |                                    |           | |
| PAK    | Pakistan                           | seit 1948 | |
| PAN    | Panama                             | seit 1928 | |
| PAR    | Paraguay                           | seit 1968 | |
| PER    | Peru                               | seit 1936 | |
| PHI    | Philippinen                        | seit 1924 | FIL (1960 S, 1968 S) |
| PLE    | Palästina                          | seit 1996 | |
| PLW    | Palau                              | seit 2000 | |
| PNG    | Papua-Neuguinea                    | seit 1976 | NGY (1976 S–1980 S) • NGU (1984 S–1988 S) |
| POL    | Polen                              | seit 1924 | 1900–1912 – Teil des Russischen Kaiserreichs |
| POR    | Portugal                           | seit 1912 | |
| PRK    | DVR Korea                          | seit 1964 | NKO (1964 S, 1968 W) • CDN (1968 S) / Gemeinsamer Einmarsch von PRK und KOR in Sydney 2000, Athen 2004, Turin 2006 und Pyeongchang 2018 |
| PUR    | Puerto Rico                        | seit 1948 | PRI (1960 S) • PRO (1968 S) |
| Q      |                                    |           | |
| QAT    | Katar                              | seit 1984 | |
| R      |                                    |           | |
| RAU    | Vereinigte Arabische Republik      | 1960      | 1960 – Staatenbund von Ägypten und Syrien |
| RHO    | Südrhodesien                       | 1928–1964 | Die britische Kolonie wurde 1980 unter dem Namen Simbabwe unabhängig. |
| ROC    | Republik China                     | 1956–1976 | RCF (1956 S–1960 S) • TWN (1964 S–1968 S) • ROC (1972–1976) / 1924–1948 – Teilnahme als China • 1956–1960, 1972–1976 – Teilnahme als Republik China • 1964–1968 – Teilnahme als Taiwan • Das IOC beschloss 1979 die Mannschaft aus der Republik China unter dem Namen „Chinesisch Taipeh“ starten zu lassen. |
| ROC    | ROC                                | 2020      | Kürzel für die russischen Athleten, die nach der Suspendierung von RUS in Tokio an den Start gehen durften. |
| ROU    | Rumänien                           | seit 2008 | ROM (1924–1960, 1972–2006) • RUM (1964–1968) |
| RSA    | Südafrika                          | seit 1904 | SAF (1960) |
| RUS    | Russische Föderation               | seit 1900 | RU1 (1900–1912) / 1900–1912 – Teilnahme als Russisches Reich • 1952 S–1988 – Teilnahme als Sowjetunion • 1992 – Teil des Vereinten Teams • 2018 – Nach der Suspendierung des russischen NOKs wegen „Staatsdoping“ durften nur unbelastete Athleten aus Russland unter OAR in Pyeongchang teilnehmen. • 2020 Aufgrund anhaltender Suspendierung durften nur unbelastete Athleten aus Russland unter ROC in Tokio teilnehmen. |
| RWA    | Ruanda                             | seit 1984 | |
| S      |                                    |           | |
| SAA    | Saar                               | 1952      | Saar war nach dem Zweiten Weltkrieg ein französisches Protektorat, das 1957 der Bundesrepublik Deutschland beitrat. |
| SAM    | Samoa                              | seit 1984 | |
| SCG    | Serbien und Montenegro             | 2004–2006 | 1920–2002 – Teilnahme als Jugoslawien • 1992 S – Teilnahme als IOP, da die UNO ein Boykott wegen des Zerfalles von Jugoslawien gegen diese Länder verhängt hatte • Nach der Auflösung des Staatenbundes im Juni 2006 starteten Serbien und Montenegro getrennt. |
| SEN    | Senegal                            | seit 1964 | SGL (1964 S) |
| SEY    | Seychellen                         | seit 1980 | |
| SGP    | Singapur                           | seit 1948 | SIN (1960 S–2012) / 1964 S – Teil von Malaysia |
| SKN    | St. Kitts und Nevis                | seit 1996 | |
| SLE    | Sierra Leone                       | seit 1968 | SLA (1968 S) |
| SLO    | Slowenien                          | seit 1992 | 1896–1912 – Teil von Österreich • 1920–1988 – Teil von Jugoslawien |
| SMR    | San Marino                         | seit 1960 | SMA (1960 S–1964 S) |
| SOL    | Salomonen                          | seit 1984 | |
| SOM    | Somalia                            | seit 1972 | |
| SRB    | Serbien                            | seit 1912 | SER (1912) / 1920–2002 – Teilnahme als Jugoslawien • 2004–2006 – Teil von Serbien und Montenegro • 1992 S – Teilnahme als IOP, da die UNO ein Boykott wegen des Zerfalles von Jugoslawien gegen diese Länder verhängt hatte |
| SRI    | Sri Lanka                          | seit 1948 | CEY (1948 S–1972 S) Teilnahme als Ceylon |
| SSD    | Südsudan                           | seit 2016 | 1960–2014 – Teil des Sudans • 2012 – Teilnahme als IOA als der Südsudan noch kein eigenständiges NOK hatte. |
| STP    | São Tomé und Príncipe              | seit 1996 | |
| SUD    | Sudan                              | seit 1960 | |
| SUI    | Schweiz                            | seit 1896 | SVI (1956 W, 1960 S) • SWI (1960 W, 1964 S) |
| SUR    | Suriname                           | seit 1968 | |
| SVK    | Slowakei                           | seit 1994 | 1920–1992 – Teil der Tschechoslowakei |
| SWE    | Schweden                           | seit 1896 | SVE (1956 W, 1960 S) • SUE (1968 S) |
| SWZ    | Eswatini                           | seit 1972 | |
| SYR    | Syrien                             | seit 1948 | SIR (1968 S) / RAU (1960 S) – Gemeinsame Mannschaft mit Ägypten als Vereinigte Arabische Republik |
| T      |                                    |           | |
| TAN    | Tansania                           | seit 1964 | 1964 S – Teilnahme als Tanganjika |
| TCH    | Tschechoslowakei                   | 1920–1992 | CSL (1956 W) • CZE (1960 W) • CSV (1960 S) • CZS (1964 S) • CHE (1968 S) / Tschechoslowakische Sportler traten unter der Flagge Böhmens an. • Nach der Auflösung der Tschechoslowakei starteten Tschechien und die Slowakei getrennt. |
| TGA    | Tonga                              | seit 1984 | TON (1984 S) |
| THA    | Thailand                           | seit 1952 | TAI (1960 S, 1968 S) |
| TJK    | Tadschikistan                      | seit 1994 | 1900–1912 – Teil des Russischen Reiches • 1952 S–1988 – Teil der Sowjetunion • 1992 – Teil des Vereinten Teams |
| TKM    | Turkmenistan                       | seit 1994 | 1900–1912 – Teil des Russischen Reiches • 1952 S–1988 – Teil der Sowjetunion • 1992 – Teil des Vereinten Teams |
| TLS    | Osttimor                           | seit 2004 | 1952–1996 – Teil von Indonesien • 2000 – Teilnahme als IOA, als es unter der Verwaltung der UNTAET stand |
| TOG    | Togo                               | seit 1972 | |
| TPE    | Chinesisch Taipeh                  | seit 1984 | RCF (1956 S–1960 S) • TWN (1964 S–1968 S) • ROC (1972–1976) / 1924–1948 – Teilnahme als China • 1956–1960, 1972–1976 – Teilnahme als Republik China • 1964–1968 – Teilnahme als Taiwan • Das IOC beschloss 1979 die Mannschaft aus der Republik China unter dem Namen „Chinesisch Taipeh“ starten zu lassen. |
| TTO    | Trinidad und Tobago                | seit 1948 | TRT (1964 S–1968 S) • TRI (1972 S–2012) / 1960 – Teil der Westindischen Föderation |
| TUN    | Tunesien                           | seit 1960 | |
| TUR    | Türkei                             | seit 1908 | |
| TUV    | Tuvalu                             | seit 2008 | |
| U      |                                    |           | |
| UAE    | Vereinigte Arabische Emirate       | seit 1984 | |
| UAR    | Vereinigte Arabische Republik      | 1964–1968 | Nachdem Syrien aus dem Staatenbund ausgetreten war, ging Ägypten 1964-68 alleine unter dem Namen an den Start. Danach startete wieder Ägypten |
| UGA    | Uganda                             | seit 1956 | |
| UKR    | Ukraine                            | seit 1994 | 1900–1912 – Teil des Russischen Reiches • 1952 S–1988 – Teil der Sowjetunion • 1992 – Teil des Vereinten Teams |
| URS    | Sowjetunion                        | 1952–1988 | 1900–1912 – Teilnahme als Russisches Reich • Nach dem Zerfall der Sowjetunion 1991 gingen Armenien, Aserbaidschan, Belarus, Georgien, Kasachstan, Kirgisistan, Moldau, Russische Föderation, Tadschikistan, Turkmenistan, Ukraine, Usbekistan 1992 als Vereintes Team gemeinsam an den Start. Estland, Lettland und Litauen treten seit 1992 mit eigenen Mannschaften an. |
| URU    | Uruguay                            | seit 1924 | URG (1968) |
| USA    | USA                                | seit 1896 | SUA (1960 S) • EUA (1968 S) |
| UZB    | Usbekistan                         | seit 1994 | 1900–1912 – Teil des Russischen Reiches • 1952 S–1988 – Teil der Sowjetunion • 1992 – Teil des Vereinten Teams |
| V      |                                    |           | |
| VAN    | Vanuatu                            | seit 1988 | |
| VEN    | Venezuela                          | seit 1948 | |
| VIE    | Sozialistische Republik Vietnam    | seit 1980 | Vor dem Ende des Vietnamkrieges und der Wiedervereinigung Vietnams wurden die vietnamesischen Athleten von der Republik Vietnam vertreten. |
| VIN    | St. Vincent und die Grenadinen     | seit 1988 | |
| VNM    | Südvietnam                         | 1952–1976 | VET (1964 S) • Nach dem Ende des Vietnamkrieges und der Wiedervereinigung Vietnams übernahm die Sozialistische Republik Vietnam die Vertretung der vietnamesischen Athleten. |
| VOL    | Obervolta                          | 1972      | Änderte 1984 den Namen in Burkina Faso. (BUR) |
| Y      |                                    |           | |
| YAR    | Nordjemen                          | 1984–1988 | Vereinigung mit der Demokratische Volksrepublik Jemen 1990 zur Republik Jemen. |
| YEM    | Jemen                              | seit 1992 | Die Jemenitische Arabische Republik und die Demokratische Volksrepublik Jemen vereinigten sich 1990 zur Republik Jemen. |
| YMD    | Südjemen                           | 1988      | Vereinigung mit der Jemenitische Arabische Republik 1990 zur Republik Jemen. |
| YUG    | BR Jugoslawien                     | 1920–2002 | JUG (1956–1960 S, 1968 W) • YUS (1964 S) / Gründung Jugoslawiens 1918 aus einem Zusammenschluss von Serbien, Kroatien, Slowenien und weiteren Gebieten • 2003 – Gründung vom Staatenbund Serbien und Montenegro |
| Z      |                                    |           | |
| ZAI    | Zaire                              | 1968–1996 | Zaire war der Name der Demokratischen Republik Kongo von 1971 bis 1997. Startet wieder als Demokratische Republik Kongo |
| ZAM    | Sambia                             | seit 1960 | NRH (1964 S) – Teilnahme als Nordrhodesien |
| ZIM    | Simbabwe                           | seit 1928 | RHO (1928 S–1964 S) – Teilnahme als Rhodesien |
| ZZX    | Gemischte Mannschaft               | 1896–1904 | Olympische Spiele: Bezeichnung für alle Teams, bei denen die Athleten aus unterschiedlichen Ländern kamen. |

Legende
- Fett gesetzte Einträge sind Kürzel von Mannschaften, die starten bzw. in der Datenbank des IOCs benutzt werden.
- Kursiv gesetzte Einträge sind historische Kürzel, die keine Verwendung mehr finden.
- S bzw. W nach der Jahrzahl = Sommerspiele bzw. Winterspiele